# Carl Johan Bergman
Carl Johan Bergman (Hagfors, 14 marzo 1978) è un ex biatleta svedese, vincitore di varie medaglie iridate.
È marito di Liv-Kjersti Eikeland, a sua volta biatleta di alto livello.

## Biografia
Nato a Ekshärad di Hagfors, in Coppa del Mondo esordì il 9 gennaio 2000 a Oberhof (14°), ottenne il primo podio il 6 dicembre 2003 a Kontiolahti (3°) e la prima vittoria il 6 gennaio 2005, ancora a Oberhof.
In carriera prese parte a quattro edizioni dei Giochi olimpici invernali, Salt Lake City 2002 (28° nella sprint, 36° nell'inseguimento, 40° nell'individuale, 14° nella staffetta), Torino 2006 (53° nella sprint, 29° nella partenza in linea, 23° nell'individuale, 4° nella staffetta), Vancouver 2010 (42° nella sprint, 19° nell'inseguimento, 61° nell'individuale, 4° nella staffetta) e Soči 2014 (24° nella sprint, 37° nell'individuale, 34° nell'inseguimento, 10° nella staffetta), e a undici dei Campionati mondiali, vincendo cinque medaglie.
Annunciò il ritiro al termine della stagione 2014.

## Palmarès

### Mondiali
- 5 medaglie:
  - 1 oro (staffetta mista ad Anterselva 2007)
  - 2 argenti (staffetta mista[3] a Pyeongchang 2009; inseguimento[3] a Ruhpolding 2012)
  - 2 bronzi (staffetta mista[3] a Chanty-Mansijsk 2010; sprint[3] a Ruhpolding 2012)

### Coppa del Mondo
- Miglior piazzamento in classifica generale: 6º nel 2012
- 18 podi (10 individuali, 8 a squadre), oltre a quelli ottenuti in sede iridata e validi anche ai fini della Coppa del Mondo:
  - 6 vittorie (3 individuali, 3 a squadre)
  - 5 secondi posti (2 individuali, 3 a squadre)
  - 7 terzi posti (5 individuali, 2 a squadre)

#### Coppa del Mondo - vittorie

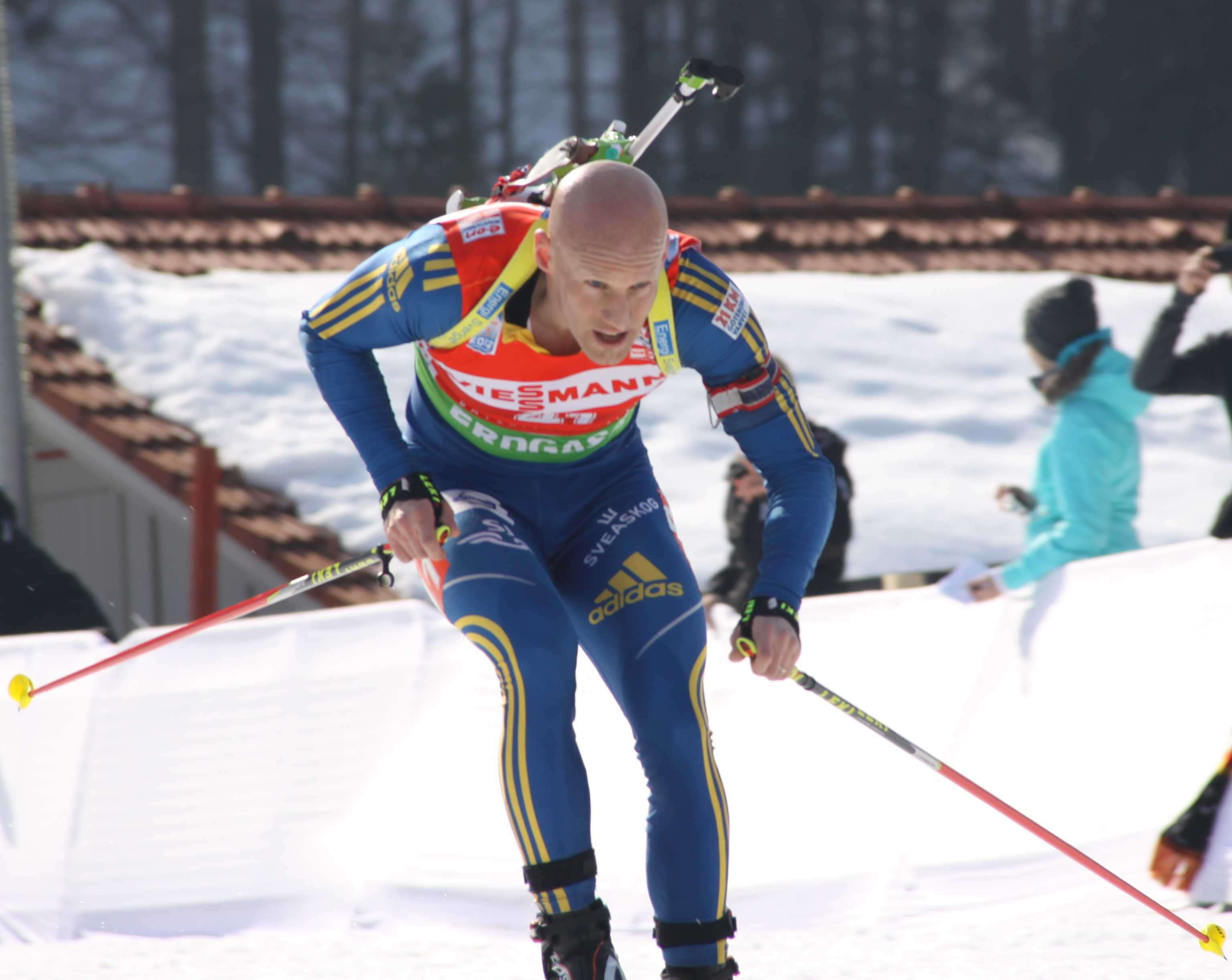
Carl Johan Bergmann in gara a Ruhpolding nel 2012

| Data             | Località           | Nazione   | Spec.                                                           |
| ---------------- | ------------------ | --------- | --------------------------------------------------------------- |
| 6 gennaio 2005   | Oberhof            | Germania  | RL (con David Ekholm, Björn Ferry e Mattias Nilsson)            |
| 16 marzo 2006    | Kontiolahti        | Finlandia | SP                                                              |
| 15 marzo 2009    | Vancouver Whistler | Canada    | RL (con David Ekholm, Mattias Nilsson e Fredrik Lindström)      |
| 19 dicembre 2010 | Pokljuka           | Slovenia  | MX (con Helena Ekholm, Anna Carin Olofsson e Fredrik Lindström) |
| 2 dicembre 2011  | Östersund          | Svezia    | SP                                                              |
| 9 dicembre 2011  | Hochfilzen         | Austria   | SP                                                              |

Legenda:

SP = srint

RL = staffetta

MX = staffetta mista